# Slavko Popadic

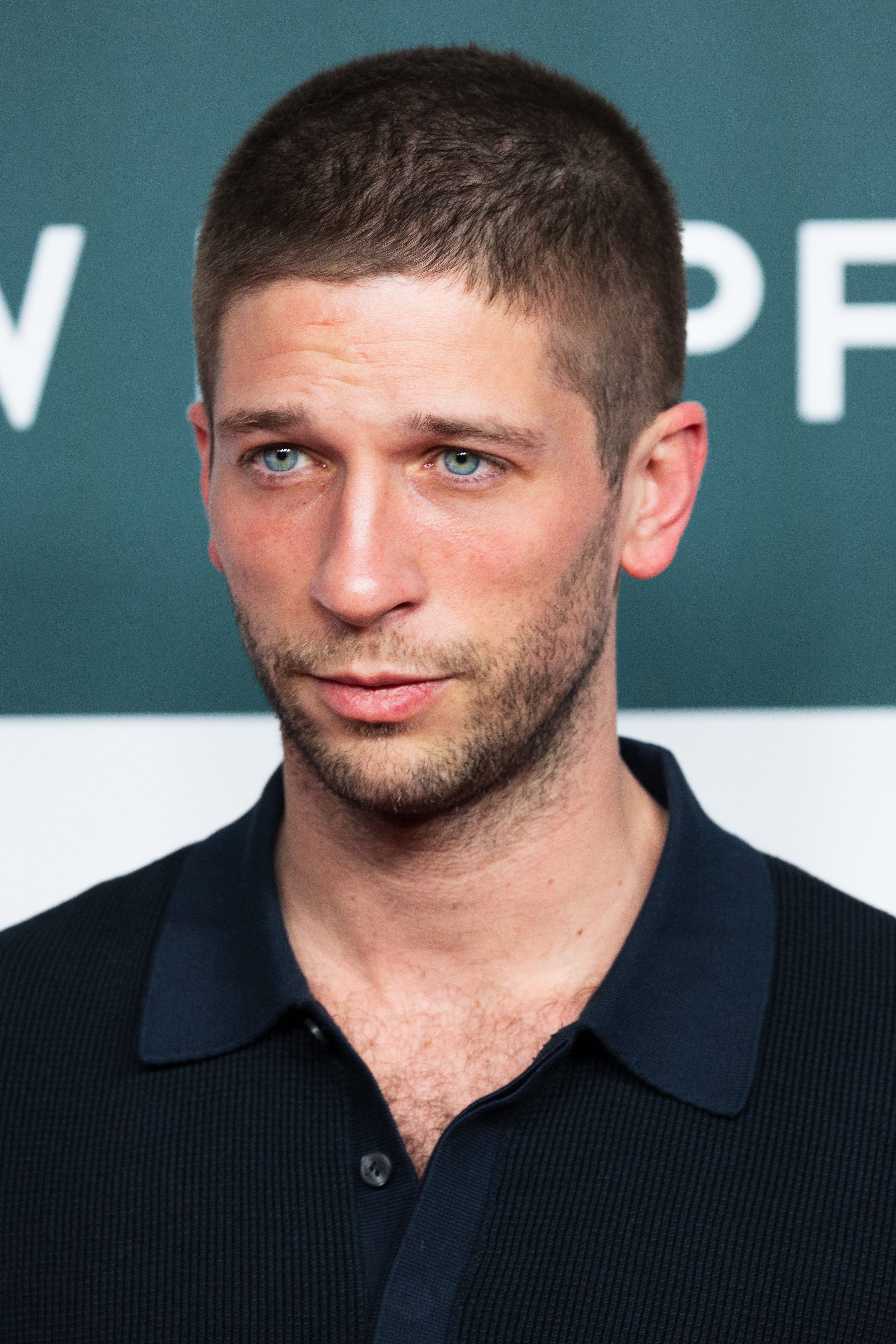
Slavko Popadic während der Berlinale 2023

Slavko Popadic (* 1991 in Mostar, Bosnien-Herzegowina) ist ein kroatisch-deutscher Schauspieler.

## Leben
Slavko Popadic, der mit Kroatisch und Bosnisch als Muttersprachen aufwuchs, kam im Zuge des Bosnienkriegs als Bürgerkriegsflüchtling nach Deutschland, wo seine Familie sich in der Nähe von Köln niederließ.
Von 2015 bis 2019 absolvierte er sein Schauspielstudium an der Folkwang Universität der Künste. Während seiner Ausbildung hatte er Theaterauftritte im Folkwang Theaterzentrum und in der „Zeche 1“, der Nebenspielstätte des Schauspielhauses Bochum.
Mittlerweile arbeitet Popadic hauptsächlich für das Kino und das Fernsehen. In dem Spielfilm Bonnie & Bonnie, der im Juni 2019 auf dem Internationalen Filmfest Emden-Norderney seine Premiere hatte, verkörperte er den älteren Bruder der 17-jährigen aus Albanien stammenden Yara, die mit einem gleichaltrigen Mädchen eine Liebesbeziehung eingeht, von der ihr Vater und Bruder nichts wissen dürfen.
In der Netflix-Serie Skylines (2019) hatte er eine Serienrolle als kleinkrimineller Hooligan Dejan.
Im Berliner Tatort: Das Leben nach dem Tod (Erstausstrahlung: November 2019) des Ermittlerteams Rubin und Karow spielte er, u. a. an der Seite von Otto Mellies, den bei einem ambulanten Sozialdienst arbeitenden Quartiersozialarbeiter Adnan Jasari, mit dem die Ermittlerin Nina Rubin (Meret Becker) im übernächsten Tatort: Ein paar Worte nach Mitternacht (Erstausstrahlung: Oktober 2020) eine Affäre eingeht.
Im Hamburger Tatort: Die goldene Zeit (Erstausstrahlung: Februar 2020) übernahm er als Krenar Zekaj die Rolle des jungen Anführers eines albanischen Kiez-Clans. In der 4. Staffel der ZDF-Serie Professor T. (2020) übernahm Popadic eine der Episodenrollen als Kölner Boulevard-Journalist Niels Blomkamp.
Im Krimi Nord bei Nordwest – Conny & Maik, dem 13. Film der TV-Reihe Nord bei Nordwest, der im Januar 2021 erstausgestrahlt wurde, spielte er Maik Lisek, einen jungen Mann und alten Bekannten der Polizeikommissarin Hannah Wagner (Jana Klinge), der sich mit den falschen Leuten eingelassen hat, seine Schulden zurückzahlen muss und auf kriminelle Abwege gerät. In der 18. Staffel der ZDF-Serie SOKO Köln (2021) übernahm Popadic eine der Episodenhauptrollen als vermeintlicher Schutzgelderpresser und Geiselnehmer Max Wiese. In der TV-Serie Legal Affairs (2021) war Popadic in einer Episodenhauptrolle als angeblich herzkranker bosnischer Star-Fußballnationalspieler Milos Novak zu sehen. Im 11. Film der ARD-Reihe Der Kroatien-Krimi, der im Januar 2022 erstausgestrahlt wurde, verkörperte Popadic den jungen Zoran Djulic, der in seine Heimat zurückkehrt, um den Tod seines Bruders zu rächen. In dem TV-Thriller Der Beschützer, der im Februar 2022 auf Das Erste erstausgestrahlt wurde, spielte Popadic als Personenschützer und junger Familienvater Marco Lansing neben Tobias Oertel und Marlene Tanczik eine der drei Hauptrollen. Im 18. Film der ZDF-Krimireihe Nachtschicht, Die Ruhe vor dem Sturm (2022), war er als Rapper Luka, der gemeinsam mit seinem Kumpel einen Drogenlieferservice per Drohne betreibt, zu sehen.
Popadic lebt im Raum Köln.

## Filmografie
- 2019: Bonnie & Bonnie
- 2019: Skylines (Fernsehserie, zwei Folgen)
- 2019: Tatort: Das Leben nach dem Tod (Fernsehreihe)
- 2020: Tatort: Die goldene Zeit (Fernsehreihe)
- 2020: Professor T. (Fernsehserie, Folge Mathilde Möhring)
- 2020: Tatort: Ein paar Worte nach Mitternacht (Fernsehreihe)
- 2021: Die Zukunft ist ein einsamer Ort
- 2021: Nord bei Nordwest – Conny & Maik (Fernsehreihe)
- 2021: Alarm für Cobra 11 – Die Autobahnpolizei (Fernsehserie, Folge Identität)
- 2021: Alles auf Rot (Fernsehfilm)
- 2021: Gefährliche Nähe (Fernsehserie, Serienrolle)
- 2021: SOKO Köln (Fernsehserie, Folge Schwarzer Tag)
- 2021: Legal Affairs (Fernsehserie, Folge Die Prophezeiung)
- 2021: Der Beschützer (Fernsehfilm)
- 2022: Der Russe ist einer, der Birken liebt (Fernsehfilm)
- 2022: Der Kroatien-Krimi (Fernsehreihe, Folge Tod im roten Kleid)
- 2022: Nachtschicht – Die Ruhe vor dem Sturm (Fernsehreihe)
- 2024: Tatort: Cash
- 2024: Überväter (Fernsehfilm)
- 2025: KRANK Berlin (Fernsehserie, 8 Folgen)
- 2025: Oktoberfest 1905